# Vejen Kommune (1970–2006)
| Strukturdaten       | Strukturdaten |
| ------------------- | ------------- |
| Sitz der Verwaltung | Vejen         |
| Fläche              | 244,19 km²    |
| Einwohner           | 16.958 (2004) |
| Kommune seit 2007   | Vejen Kommune |

Vejen Kommune war bis Dezember 2006 eine dänische Kommune im damaligen Ribe Amt in Jütland. Seit Januar 2007 ist sie zusammen mit  den Kommunen Rødding, Brørup und Holsted Teil der neuen Vejen Kommune.
Vejen Kommune wurde im Rahmen der Verwaltungsreform von 1970 neu gebildet und umfasste folgende Ortschaften: Vejen, Andst, Andst Stationsby, Bække, Askov, Gesten.